# Alfred Yekatom

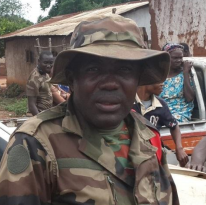
Alfred Yekatom em Pissa, 2014.

Alfred Yekatom (nascido em 23 de junho de 1976, na República Centro-Africana) é um miliciano e político centro-africano. Ele está sendo processado pelo Tribunal Penal Internacional por atos cometidos durante a guerra civil centro-africana.
Yekatom nasceu em Bimbo. Ele foi ex-oficial das Forças Armadas Centro-Africanas e membro do parlamento. Entre 5 de dezembro de 2013 e agosto de 2014, liderou os combatentes anti-balakas sendo supostamente responsável por vários crimes de guerra, incluindo assassinato, deslocamento forçado, aprisionamentos, uso de crianças soldados e outros crimes. Em 11 de novembro de 2018, um mandado de prisão foi emitido contra si pelo Tribunal Penal Internacional e, em 17 de novembro, foi entregue a corte. Seu julgamento começou em 16 de fevereiro de 2021.

## Biografia
Como caporal-chef das Forças Armadas Centro-Africanas, assumiu a chefia de uma milícia que liderava o movimento anti-balaka, sob o nome de “Coronel Rombhot” (ou Rambo), no final de 2013, durante a guerra civil centro-africana. Estabeleceu o seu quartel-general em Batalimo e controlou uma dezena de pontos de passagem com uma tropa de milicianos equipados com rifles de assalto, nomeadamente a ponte sobre o rio Oubangui que liga Bimbo e Bangui a Mbaïki (prefeitura de Lobaye). Por vários meses, sua milícia reteve veículos para resgate e testemunhas afirmaram ter visto Yekatom matar civis.
Em 20 de agosto de 2015, em aplicação do Artigo 11 da resolução 2196, foi adicionado à lista de pessoas "prestando ou fornecendo apoio a atos que atentam contra a paz, a estabilidade ou a segurança na RCA, incluindo atos que põem em risco ou violam acordos transitórios, ameaçam ou impedem a transição política, nomeadamente a transição para eleições democráticas livres e justas, ou alimentam a violência”.
Menos de seis meses depois, em fevereiro de 2016, foi eleito deputado pelo distrito eleitoral de Mbaïki II. Especialistas da ONU observam que ele "intimidou os eleitores e assediou outros candidatos em sua circunscrição". Também abriu um negócio oferecendo serviços de segurança privada.
Em 29 de outubro de 2018, disparou dois tiros para o alto no Parlamento, enquanto os deputados estavam em processo de escolha de um presidente. Ele foi imediatamente preso e perdeu sua imunidade parlamentar.  Indiciado em 11 de novembro, foi transferido no dia 17 para o Tribunal Penal Internacional (TPI) em Haia. A Corte invoca “motivos razoáveis para acreditar que o Sr. Yekatom cometeu ou ordenou, solicitou, encorajou e facilitou a prática” de crimes contra a humanidade e crimes de guerra entre dezembro de 2013 e agosto de 2014. Seu julgamento, ao lado de Patrice-Edouard Ngaïssona, começou em fevereiro 2021.